# テリアン・ド・ラクペリ
アルベール・エティエンヌ・ジャン＝バティスト・テリアン・ド・ラクペリ（Albert Étienne Jean-Baptiste Terrien de Lacouperie、1845年11月23日 – 1894年10月11日）は、フランス出身のイギリスの東洋学者。
1880年代以降に、漢民族と中国文化の起源が古代オリエントにあると説く多くの著作を発表した。
「テリアン・ド・ラクペリ」が姓だが、単に「ラクペリ」と呼ばれることが多い。

## 生涯
ラクペリの生涯について書いたものは多くあるが、文献ごとの相違が大きい。以下の記述は主に Cordier (1894) を元にしている。
ラクペリはル・アーヴルに近いセーヌ＝マリティーム県のアングーヴィルに生まれた。渡英するまでの前半生についての詳細は明らかでないが、実業家であったらしい。1860年代以降文献学に関する論文をフランス語で公刊している。
1879年以降はロンドンに住み、以後15年間、精力的に中国とオリエントの比較に関する著書や論文を英語で公刊した。
ラクペリは大英博物館で中国の古銭の整理を行った。後にユニヴァーシティ・カレッジの中国語文献学教授に任命されたが無給であり、ほとんど名誉職のようなものであった。ラクペリは英国に帰化した。
1893年フランス文学院よりスタニスラス・ジュリアン賞を受賞。1894年にロンドンのフラムで腸チフスにより死亡した。

## 業績
ラクペリは1886年に雑誌『The Babylonian and Oriental Record』を創刊し、没するまで主編であった。
ラクペリは中国語で民衆を意味する「百姓」という語を「100の姓」でなくカスピ海南岸にいた「バク族」という民族名だと考えた。ラクペリによれば、このバク族はバビロニアの攻撃を受け、黄帝（ラクペリによるとスーサの王）に率いられて紀元前2282年に陝西に民族移動してきた。バク族は漢字などをもたらした。それ以前の中国には漢民族以外の民族（ミャオ族など）が住んでいた。
ラクペリはまた周の時代に中国の西南部とインドの通商路が開けたとし、老子はインドからやってきた人間で、老子の思想がそれ以前と断絶しているのはそのためとした。また、戦国時代にはインド洋の貿易商人が山東の琅琊・即墨に到達して、このときに貨幣が伝来し、それによって稷下の学が成立したと考えた。

## 主な著書
- Early History of the Chinese Civilization. London: E. Vaton. (1880)

アッカド語と中国語の間には多くの同系語があり、漢字が楔形文字と同一の起源にもとづくと説明した。
- The Languages of China before the Chinese. London: David Nutt. (1887)

東アジアの諸言語を語順によって分類した。シナ・チベット語族をウラル・アルタイ語族に入れて崑崙語派と呼び、先住民の言語と影響しあったと考えた。
- The Oldest Book of the Chinese: The Yh-King and its Authors. London: David Nutt. (1892)

『易経』が本来は占いの書ではなく、同音語を説明する辞書であったと主張した。
- Catalogue of Chinese Coins from the VIIth cent. B.C., to A.D. 621. London: Printed by order of the trustees. (1892)

中国古銭のカタログ。冒頭に紀元前2332年以来の歴史を記す。
- Western Origin of the Early Chinese Civilization from 2,300 B.C. to 200 A.D. London: Asher & co. (1894)

最後の著書。

## 影響
ラクペリの説は19世紀末当時でも主流の説ではなく、現在では黄帝を実在の人物と考えるような説は問題にならない。しかし漢民族の西来説自体は日本の歴史学にも影響を与えた。たとえば明治初期の代表的な歴史教科書であった桑原隲蔵『中等東洋史』でも西方由来説を述べている。
また、個々の論点、たとえば十二支が西方に由来するという説は後世の学者によっても繰り返し唱えられた。
R・A・D・フォレストによると、ラクペリは漢民族の周辺の言語を包括的に研究した最初の学者であり、その説は現在では認められない点が多いものの、タイ語族がシナ・チベット語族と他の南方の言語との混合によって生まれたという説明は今でも認められる。
当時、中国以外を専門とするヨーロッパの東洋学者には漢籍が自由に読める者が少なかったため、ラクペリは漢籍を使って新しい発見をすることができた。たとえばアショーカ王碑文に使われている二種類の古代文字について、『普曜経』と『法苑珠林』の記述から「ブラーフミー文字」・「カローシュティー文字」という名前であることを発見したのはラクペリだった（ただしカローシュティーの名前をキュロス大王と結びつけた点は認められていない）。